# Fotografando Patrizia
Fotografando Patrizia è un film del 1984 di Salvatore Samperi, interpretato da Monica Guerritore.
Il film lanciò la Guerritore come sex symbol del cinema italiano della metà degli anni ottanta.

## Trama
Il sedicenne Emilio, orfano di entrambi i genitori, vive solo a Chioggia con la vecchia e fedele governante. Alla morte di quest'ultima, Patrizia (sorella venticinquenne di Emilio) ritorna a casa sua, vendendo la prospera azienda di moda di cui è proprietaria. All'inizio, il progetto di Patrizia è quello di occuparsi del fratello sano, ma costantemente tenuto lontano da ogni svago, divertimento, attività di gruppo e all'aria aperta (il mantra ossessivo era il "non dover sudare"). Per assicurarsi una sana crescita la governante lo aveva perfino costretto al busto e al collare, come si noterà più avanti nel film, senza che ve ne fosse alcun bisogno.
Patrizia, appena scopre il morboso attaccamento di Emilio nei suoi riguardi (testimoniato dall'eccitazione con la quale il protagonista scorge le gambe nude della sorella appena uscita dalla doccia), dapprima cerca di trovare una ragazza al fratello ma poi, sentendosi gelosa della modella da lei stessa scelta, decide di rinunciare e di abbandonarsi a quella situazione morbosa. Ben presto, però, il rapporto tra i due fratelli diviene sempre più torbido (un'evoluzione rappresentata dalla spirale in cui si colloca ogni istantanea che chiude le varie sezioni del film), con Patrizia che racconta la sua vita intima al fratello con il chiaro intento di farlo eccitare; ed è Emilio che sollecita la sorella a continuare il gioco, rendendosi conto di averla, in questo modo, in proprio potere.
Patrizia, dopo aver cercato di disimpegnarsi, "con le maniere forti", da questa rischiosa situazione, infine consuma l'incesto con il fratello, seppur in maniera platonica: all'inizio, infatti, il loro rapporto amoroso avviene attraverso gli specchi. Poi però decide di sposare un suo antico spasimante, ma la stessa sera delle nozze si concede sessualmente, e stavolta in maniera carnale, al fratello Emilio, promettendogli che questo è solo l'inizio della loro relazione.

## Produzione

### Cast
Il ruolo di Emilio venne affidato al debuttante Lorenzo Lena, diciottenne scoperto a Bologna in un negozio di elettronica dove lavorava come commesso.
Monica Guerritore accettò di interpretare il controverso ruolo di Patrizia "perché è un personaggio femminile scritto con amore, seguito con curiosità in tutte le sue crepe e le sue sfumature", aggiungendo inoltre "finora ho fatto sette film senza risonanza, avevo bisogno di una storia dal sicuro successo commerciale". Poco dopo l'inizio delle riprese, però, l'attrice venne raggiunta dal compagno Gabriele Lavia, il quale lesse il copione e manifestò il proprio netto dissenso. Ne nacque una lite che portò la Guerritore ad abbandonare il set per otto giorni.
Il regista Samperi e per il produttore Pietro Innocenzi si recarono a Roma e convinsero la protagonista a tornare sul set, dopo averle garantito che tutti e tre, davanti ad un avvocato, avrebbero firmato ogni pagina della sceneggiatura per stabilire che sarebbero state girate solo le scene messe nero su bianco e controfirmate dalle parti, pena un possibile ricorso in tribunale.

## Distribuzione
La pellicola affronta alcuni argomenti tabù della società, quale, ad esempio, l'incesto, motivo per il quale ebbe vari problemi con la magistratura e con le associazioni dei consumatori, che riuscirono a far vietare il film ai minori di 18 anni.
Dopo aver ottenuto l'approvazione dalla censura il 23 novembre 1984, la pellicola uscì in tutta Italia il 1º dicembre successivo, rivelandosi un successo al botteghino.